# Арката (Калифорния)
Арка̀та (на английски: Arcata) е град в окръг Хъмбоулт в щата Калифорния, САЩ. Арката е с население от 18 000 жители (по приблизителна оценка за 2017 г.) и обща площ от 28,60 km². ZIP кодовете му са 95518 и 95521, а пощенският 707. Намира се на 7 m н.в. Получава статут на град през 1858 г.

## Известни личности
Починали в Арката
- Кептън Бийфхарт (1941 – 2010), музикант и художник